# 一氟化铝
一氟化铝是化学式为AlF的无机化合物。这种难以捉摸的物质可以通过金属铝与三氟化铝在高温下反应制得，但冷却时又迅速歧化成原来的反应物。 很多一卤化铝的衍生物可以通过一些特殊的配体来使它们稳定。也有报道称，AlF在常温下能稳定存在，在潮湿空气中也是稳定的，而其他一卤化铝易歧化：
3AlX → 2Al + AlX3
这种物质已经在星际物质中被发现，因为其中分子浓度很小，分子间作用力很微弱。